# Bohadschia mitsioensis
Bohadschia mitsioensis е вид морска краставица от семейство Holothuriidae.

## Разпространение
Видът е разпространен в Мадагаскар.